# نیک گریندی
نیک گریندی (انگلیسی: Nick Grinde؛ ۱۲ ژانویهٔ ۱۸۹۳ – ۱۹ ژوئن ۱۹۷۹) یک کارگردان و فیلم‌نامه‌نویساهل ایالات متحده آمریکا بود. او ۵۷ فیلم را بین سال‌های ۱۹۲۸ و ۱۹۴۵ میلادی کارگردانی کرده‌است.
گریندی در مدیسن، ویسکانسین زاده شده و فارغ‌التحصیل از دانشگاه ویسکانسین-مدیسن است. او بعدها به نیویورک نقل مکان کرد و در وودویل مشغول به کار شد. گریندی به عنوان فیلم‌نامه‌نویس و کارگردان در اواخر دهه ۱۹۲۰ میلادی وارد هالیوود شد.
وی در سال ۱۹۷۹ میلادی در سن ۸۶ سالگی در لس آنجلس درگذشت. در اواسط دههٔ ۱۹۳۰ میلادی با هنرپیشهٔ زن، ماری ویلسون ازدواج کرد. گریندی بعدها مجدداً با بازیگر کره‌ای-آمریکایی، «هازل شون» ازدواج نمود.
در سال ۱۹۳۶ میلادی، فیلم خوابیدن چگونه است به کارگردانی وی جایزه بهترین فیلم کوتاه را در هشتمین دوره جوایز اسکار دریافت کرد.
فیلم «هیتلر زنده یا مرده»، محصول ۱۹۴۲ میلادی به کارگردانی وی، یکی از اولین فیلم‌هایی است که برای شخصیت‌های واقعی سرنوشت خیالی رقم می‌زند.

## منتخب فیلم‌شناسی
- زن مطلقه (۱۹۳۰ - نویسنده)
- خبر خوب (۱۹۳۰)
- این عصر مدرن (۱۹۳۱)
- صورت‌غذا (۱۹۳۳)
- خوابیدن چگونه است (۱۹۳۵)
- عشق روی هواست (۱۹۳۷)
- تبعید به شانگهای (۱۹۳۷)
- زن محکوم (۱۹۴۰)
- هیتلر – مرده یا زنده (۱۹۴۲)
- دختر از آلاسکا (۱۹۴۲)